# Bathyplectes curculionis
Bathyplectes curculionis är en stekelart som först beskrevs av Thomson 1887.  Bathyplectes curculionis ingår i släktet Bathyplectes och familjen brokparasitsteklar. Arten är reproducerande i Sverige. Inga underarter finns listade.